# 霊仙
霊仙（りょうせん、759年?〈天平宝字3年?〉 - 827年?〈天長4年?〉）は日本の平安時代前期の法相宗の僧である。日本で唯一の三蔵法師。出自については不明であるが、近江国（現・滋賀県）の出身とも阿波国（現・徳島県）出身とも伝えられる。「霊船」「霊宣」「霊仙三蔵」とも称される。

## 概要
霊仙の出自については幾つかの説があるが、定かではない。
興福寺で学んだ後、804年（和の延暦23年、唐の貞元20年）には第18次遣唐使の一人として45歳で入唐した。同期に最澄・空海・橘逸勢らがいる。長安で学び810年（唐の元和5年）には醴泉寺（れいせんじ）にて、カシミールから来た般若三蔵が請来した「大乗本生心地観経」を翻訳する際の筆受・訳語（おさ）を務めた。811年（唐の元和6年）、「三蔵法師」の号を与えられる。時の唐の皇帝・憲宗は仏教の熱心な保護者であり、霊仙も寵愛を受けて、大元帥法の秘法を受ける便宜を与えられるが、仏教の秘伝が国内から失われることを恐れた憲宗によって、日本への帰国を禁じられた。憲宗が反仏教徒に暗殺されると、迫害を恐れて五台山に移る。
825年（唐の宝暦2年、和の天長2年）には淳和天皇から渤海の僧・貞素に託された黄金を受け取り、その返礼として仏舎利や経典を貞素に託して日本に届けさせた。日本側は貞素の労苦を労うとともに霊仙への追加の黄金の送付を依頼し、また日本に残された霊仙の弟妹に、阿波国の稲千束を支給するよう計らった。その後、828年（唐の大和2年、和の天長5年）までの間に没したようで、一説によれば霊境寺の浴室院で毒殺されたという。唐に渡ってから死ぬまで日本の地を踏むことはなかった。
840年（唐の開成5年、和の承和7年）7 - 8月、霊境寺に立ち寄った円仁が、入唐留学僧・霊仙の最期の様子を聞いている。また、円行・常暁が入唐した際には、霊仙の門人であった僧侶から手厚く遇されて、霊仙の遺物や大元帥法の秘伝などを授けられて日本に持ち帰ったという。

## 顕彰
2000年（平成12年）、滋賀県出生説を採る滋賀県醒井の松尾寺住職等により「霊仙三蔵顕彰の会」が発足し、「霊仙三蔵記念堂」が松尾寺内に設けられた。霊仙三蔵記念館に寄れば霊仙は、息長氏丹生真人族の中より霊仙山麓の地に生まれ、幼くして仏門に入り金勝寺別院霊山寺、その後興福寺で学んだとされている。

## 登場する作品
- おかざき真里　『阿・吽』　小学館